# Nuevo Plan de Ayala, Palenque
Nuevo Plan de Ayala är en ort i Mexiko.   Den ligger i kommunen Palenque och delstaten Chiapas, i den sydöstra delen av landet, 800 km öster om huvudstaden Mexico City. Nuevo Plan de Ayala ligger 137 meter över havet och antalet invånare är 296.
Terrängen runt Nuevo Plan de Ayala är kuperad söderut, men norrut är den platt. Runt Nuevo Plan de Ayala är det glesbefolkat, med 16 invånare per kvadratkilometer. Närmaste större samhälle är Cristóbal Colón, 15,5 km väster om Nuevo Plan de Ayala. I omgivningarna runt Nuevo Plan de Ayala växer i huvudsak städsegrön lövskog.